# Kuniko Inoguchi
Kuniko Inoguchi (猪口 邦子 Inoguchi Kuniko?,  born May 3, 1952) (猪口 邦子, Inoguchi Kuniko?, 3 de mayo de 1952) es una científica política japonesa y política. Sirvió en el Ministerio de Estado para la Igualdad de Género y Asuntos Sociales.

## Carreras como investigador
Recibió su Ph.D. en Ciencia Política por la Yale Universidad en 1982. También un M.A. de la Universidad Yale en 1977 y un B.A. de la Universidad de Sofía.
El 31 de octubre de 2005, fue nombrada Ministra de Estado para la igualdad de Género y Asuntos Sociales. En el cargo de políticas vinculó oportunidades iguales y de justicia social que incluye igualdad de género, asuntos de juventud, y protección de consumidor. Fue elegida Miembro de la Casa de Representantes por ningún voto en septiembre de 2005.  Kuniko trabajó en temas de igualdad de género con Satsuki Katayama, y Yukari Sato.

## En medios de comunicación
Durante su término como Embajadora a la Conferencia de Desarme,  participa en numerosos programas televisivos y en documentales. También contribuyó con artículos a varios diarios y periódicos en una gama de temas de desarme y paz mundial.